# Madracis asanoi
Madracis asanoi är en korallart som beskrevs av Yoshitaka Yabe och Sugiyama 1936. Madracis asanoi ingår i släktet Madracis och familjen Pocilloporidae. IUCN kategoriserar arten globalt som otillräckligt studerad. Inga underarter finns listade i Catalogue of Life.